# 権力
権力（けんりょく、英語: power, authority、ドイツ語: Macht）とは、ある主体が自己の意思に沿って他人または他集団に対し、行動を強制する能力である。「権威」と重複する場合も多いとされる。

## 概要
権力という概念は、17世紀の力学の発展を背景として生み出された。すなわち、物体はその位置エネルギーと運動エネルギーから力学的エネルギーを生じさせる。これと同様に、何らかの「権力手段」、「基礎価値」を保持することによって、ある者が他者をその意に反してでも行動させうる、特別な「力」を保有している、という理解が生まれた。こうした権力観を「実体的権力観」という。
権力は社会のあらゆる場面で成立する余地がある。一般に政治的な場面で用いられる権力（政治権力）とは、一定の範囲の住民すべてに及ぶ強制力を有し、それを服従させるようにまで至った権力のことを指す。
通常は「政治権力」といえば、国家権力を指すのが通例である。国家は法の制定権、警察と軍隊、政府と官僚集団を独占的に保有することにより、実効的な統治権を確保する。
なお、物理的強制力を伴う政治権力を保持するだけでは、政治的正当性を確保するまでには至らず、安定的な支配を維持することは難しい（権威の欠如）。政治的正当性を確保するためには、政治権力・国家権力が被治者から支配に対する自発的な同意・服従を調達する必要がある。

## 研究史
近代的な概念としての権力の研究の端緒としてニッコロ・マキアヴェッリやデイヴィッド・ヒュームの古典的な研究を挙げることができる。15世紀にマキアヴェッリは統治に不可欠な要素は軍備と法律であると論じた。特に独立した国家を統治するための常備軍の設置の重要性を主張している。この組織的暴力によって統治者の権力を基礎付けるマキアヴェッリの現実主義と呼ばれる政治思想は権力の研究における理論的基礎として確立された。このような現実主義的な見方をヒュームは発展させた。ヒュームは軍事的征服、植民地化などあらゆる政治変動において暴力が見出されることを指摘し、権力を研究することによって、従来の道徳的な政治理論に対して実証主義的な政治理論を構築することを主張した。そしてヒュームは論文「政治を科学に高めるために」（1742年）の中で権力が表現される統治の形態に着目し、要因として人間の性格や気質を排除しながら、より厳密な科学的方法で政治を研究することを論じている。
19世紀から20世紀にかけて成立した近代社会や国民国家の研究を背景としながら、マックス・ヴェーバーは権力を社会関係の中で抵抗に逆らって自己の意志を強要する可能性として定義した。このヴェーバーの権力概念は直接的または間接的に後の研究者の研究に受け入れられ、特にシカゴ学派に属するチャールズ・メリアムやハロルド・ラスウェル、国際政治学のハンス・モーゲンソウの研究などに影響を与えた。特にラスウェルは権力に関する重要な研究業績を残しており、シカゴ学派の権力理論の成果が示されている。ラスウェルの見解によれば、権力は社会のさまざまな価値と結びつけて捉えることが可能であり、ある行為の型に反した結果、重大な価値の剥奪が期待される関係として権力が定義できると考える。この権力の概念は罰金のように財産の剥奪を伴う権力だけでなく、社会的地位や名声の剥奪を伴う場合も権力として包括している。古典的な権力理論が政府組織の内部における権力関係だけではなく、ラスウェルは権力の影響が制度の外部、非公式な場面においても認められることを解明した。
社会学者マイケル・マンは、一連の大部の著作The Sources of Social Power (1986-2013,4巻）において、マルクス主義やマックス・ヴェーバー、機能主義理論家らの定義する「権力」では不十分であるとし、社会的な力 (Social Power)を、イデオロギー的(Ideological)な諸関係、経済的(Economic)な諸関係、軍事的（Military)な諸関係、政治的（Political)な諸関係という四つの源泉同士の相互関係から分析されるべきだとし、 IEMPモデルと呼んだ。

## 特別権力関係
特別の公法上の原因により成立する、公権力と国民との法律関係をいう。
これは、公務員の勤務関係、国公立大学の在学関係、在監関係など、性質の異なる法律関係を、或る国民が公権力に服従するという関係として捉え、命令や強制について個別の根拠は必要とされず、さらに裁判所の司法審査権は及ばないとされていた。法治主義の下、現在においては、採用されていない。

## 日本国憲法の規定
行政・立法・司法の三権分立させることで均衡と抑制が図られる。また公務員の権力の濫用は戒められている。

## 隠語
他者や集団・組織に対し絶大な影響力を行使できる人のことを隠語として「実力者」ということがある。他者を服従させる何らかの特別な「力」を有している点ではこれも「権力者」の範疇に含まれるが、表舞台に立つことなく非公式に影響力を行使することから、通常の権力主体と比して可視化されにくい。そこから「影の支配者・実力者」と呼ばれることもある（いわゆる「キングメーカー」などもその一例である）。